# Église Saint-Saturnin de Blois
L'église Saint-Saturnin de Blois ne doit pas être confondue avec son aître, ancien cimetière et actuel musée lapidaire de la ville.
L’église Saint-Saturnin est une église catholique située à Blois, en France. Elle se situe sur la rive gauche de la Loire, dans l’ancien faubourg de Vienne, au no 13 rue Munier. La façade ouest de l’édifice donne sur l'aître Saint-Saturnin (cimetière Renaissance).

## Histoire

### Origine et construction
Une première chapelle aurait été édifiée dans le bourg de Vienne au début du Moyen Âge sous le vocable de Saint-Antoine-des-Bois.
Entre le Xe et le XIe siècle, une église catholique a été construite à l’actuel no 13 de la rue Munier. Elle est d'abord nommée église Saint-Saturnin,, avant de changer plusieurs fois de vocable :
- Saint-Germain-de-Vienne en 1326[2],[3],
- Saint-Cernin en 1391[2],
- Saint-Cerny en 1449[2],
- Notre-Dame-des-Aydes-de-Vienne en 1631[4].

Une première paroisse liée à l’église et dépendante de l'abbaye Saint-Laumer, est fondée en 1400.

### Lieu de pèlerinage

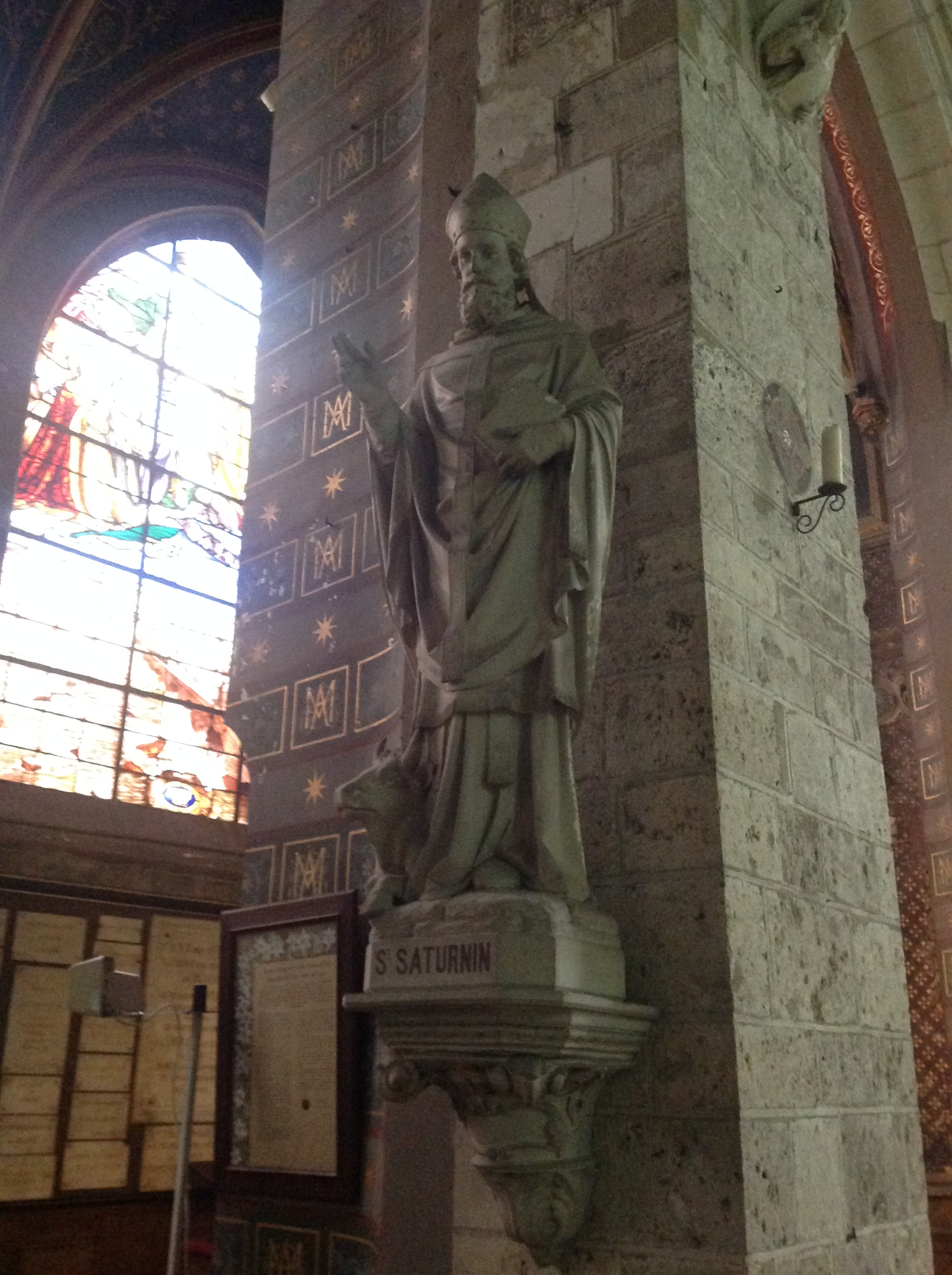
Statue de saint Saturnin.

Depuis sa construction, l’église de quartier Vienne a toujours été un bâtiment modeste, aujourd'hui dédié à Saturnin de Toulouse. Elle est toutefois devenue, au cours des XVe – XVIe siècle, un lieu de culte important, sous la juridiction de l'abbaye Saint-Laumer dont elle dépend jusqu'au XVIIIe. On raconte que des bateliers de la Creusille ont découvert, dans la Loire, une statue de la Vierge et qu’ils auraient été les premiers dans l’église à implorer son aide. Durant cette époque, une coutume est établie dans la région de Blois d’aller y prier la « Bonne Dame des Aydes ».
Elle était aussi située sur la Via Turonensis, l’une des routes de pèlerinage chrétien du chemin de Saint-Jacques de Compostelle.

### Destruction et reconstruction
Au fil des siècles, l’église est détruite et reconstruite plusieurs fois. Cela s’explique par des incendies et des orages qui ont ravagé l’église à plusieurs reprises. De plus, lors des guerres de Religion, l’édifice subit de nouvelles dégradations. Cependant, après chaque destruction, il y a une reconstruction et de nouveaux aménagements.
Au début du XVIe siècle, la reine Anne de Bretagne entame des travaux de reconstruction de l’église mais ceux-ci sont interrompus à sa mort, en 1514. Un projet de reconstruction au début de ce même siècle est mis en place, mais il reste inabouti. Cependant, ce projet amène des nouveaux aménagements à l’église. La population grandissante du quartier mène la paroisse à créer un aître entre 1515 et 1520, : il s'agit là d'inhumer les défunts au plus proche d'un lieu saint, en l'occurrence l'église. Une chapelle est également construite en 1528,. Cependant, les protestants incendient la charpente du bâtiment en 1568. Malgré cela, le projet de reconstruction va changer intégralement le style de l’église avec la création de voûtes d’ogives entre 1570 et 1578.
Un violent orage éclate le 8 juin 1678 et détruit le clocher.
À la fin du XVIIIe siècle, les travaux sont repris mais interrompus par la Terreur. Durant cette période, les révolutionnaires saccagent beaucoup d’églises à Blois, dont Saint-Saturnin, pour arrêter la « superstition et le fanatisme ». L’église perd alors une grande partie de ses tableaux, statues en bois et portes, qui sont brûlés.

### Époque contemporaine
Depuis 1807, l'aître Saint-Saturnin n’est plus utilisé mais est aménagé en musée lapidaire en 1934.
L’église est inscrite au titre des monuments historiques par arrêté du 11 juillet 1942.

## Description

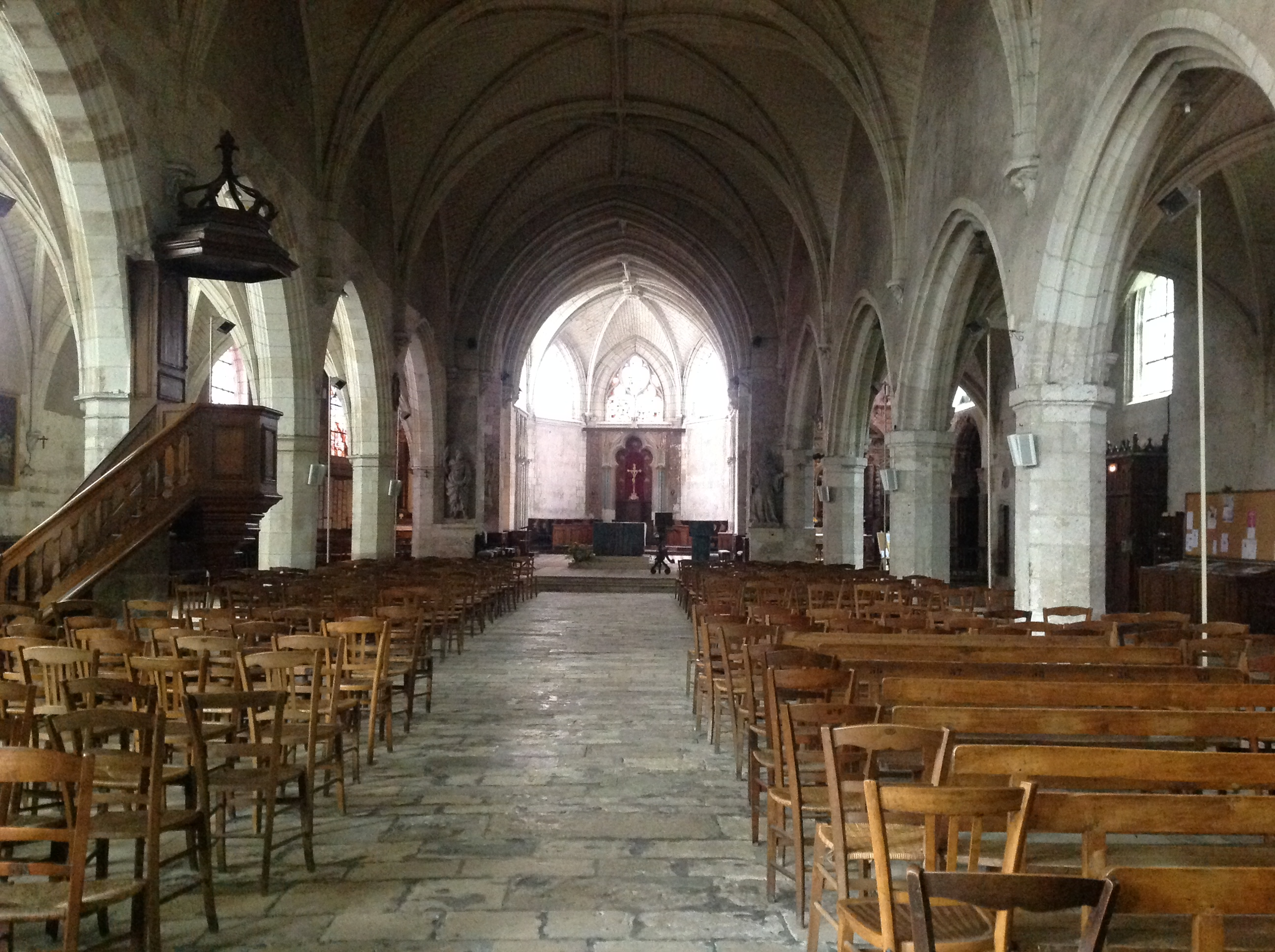

L’église primitive qui remonterait à l’an 1000 a connu au fil des siècles différentes périodes de reconstructions. L’édifice présente ainsi différents styles architecturaux.
Aux  XVe – XVIe siècle
L’édifice a été quasiment reconstruit en entier.
- en 1528, la confrérie des mariniers complète la partie sud du bâtiment avec la chapelle de Saint-Pierre de style Renaissance ;
- après l’incendie provoqué par les protestants en 1568, l’ancienne charpente en bois qui recouvrait la nef a été remplacée par une voûte d’ogives ;
- Anne de Bretagne commande au XVIe siècle un agrandissement de l’église avec la construction d’un portail central et de deux portails latéraux de style gothique.
- Catherine de Médicis offre un décor riche à la chapelle consacrée à Notre-Dame des Aydes.

Aux XVIIe – XIXe siècle 
- le clocher rectangulaire commencé au XVIe siècle est achevé au début du XVIIe ;
- reconstruction des parties hautes de l’édifice.

### Intérieur de l’église

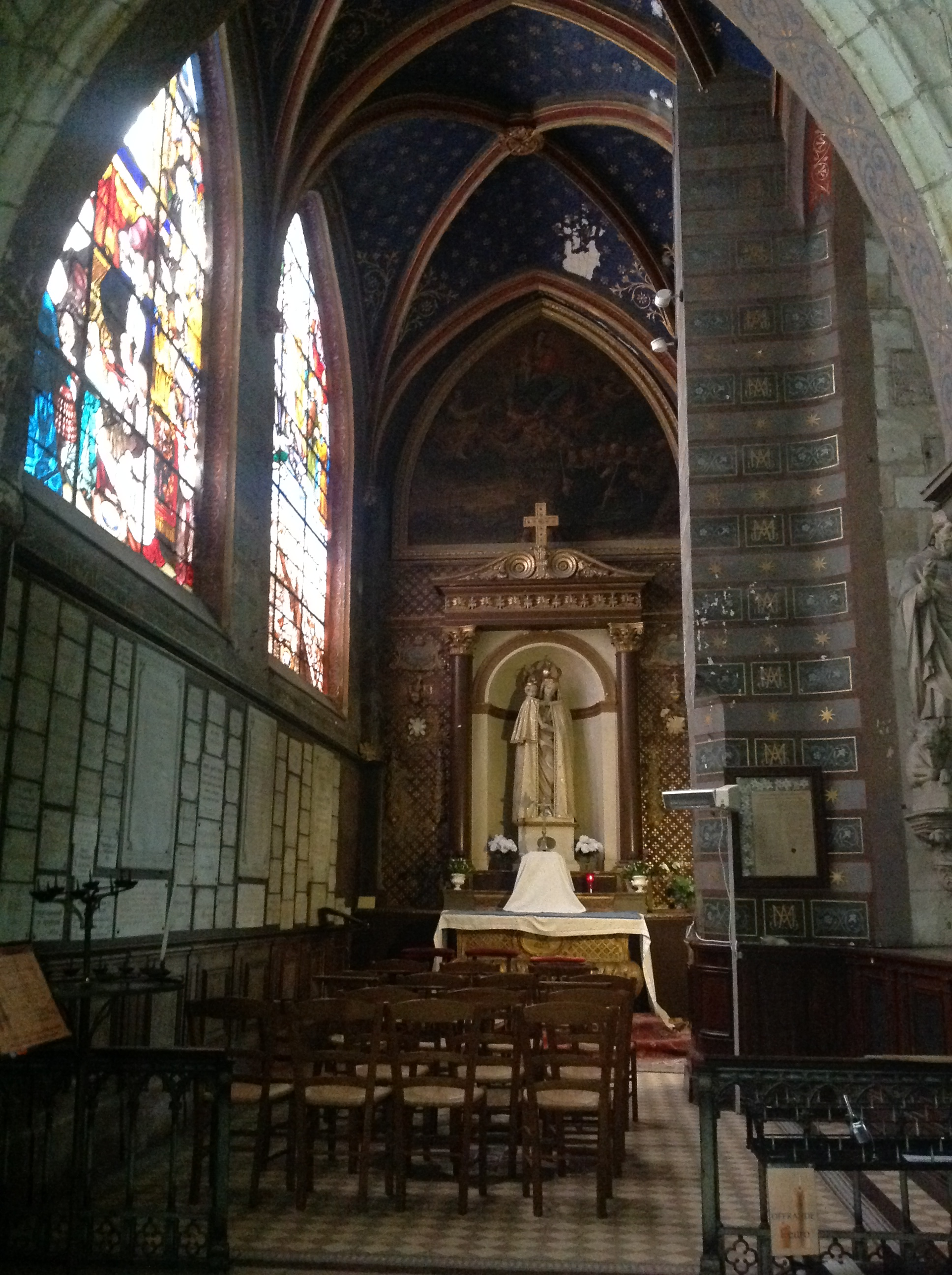
Chapelle Notre Dame des Aydes.

À l’intérieur de l’église, on peut voir :
- les fonts baptismaux avec un baptistère à cuve de bronze à potence ;
- la chapelle Notre-Dame des Aydes reconnaissable par une peinture ex-voto (Jean Mosnier, 1634), par la statue de la Vierge et par deux vitraux représentant l’art du vitrail en tableau du XIXe siècle, a été fondée par la reine Catherine de Médicis[4]. Le premier vitrail évoque l’invocation faite à Notre Dame des Aydes pour sauver le faubourg de Vienne des crues en 1866 (miracle reconnu). Le deuxième vitrail représente quant à lui la cérémonie de couronnement de Notre-Dame des Aydes (le 20 mai 1860) ; sur ce vitrail, sont représentées les  personnalités présentes lors de cet événement ;
- la chapelle des bateliers de la Loire (1528) avec son reconnaissable diptyque : saint Pierre et saint Clément (les deux saints protecteurs des bateliers de la Loire) date de 1859 même si la chapelle est de style Renaissance (pilastres cannelés) ;
- la chapelle du Sacré-Cœur avec son vitrail style Art déco et la statue de Saint-Jacques le Majeur, rappelant que l’église Saint-Saturnin est un lieu de pèlerinage ;
- la chapelle Sainte-Anne ;
- de nombreux ex-voto offerts à l’église et qui le plus souvent sont dédiés à Notre-Dame des Aydes, tels que l’ex-voto de la destruction du pont de Blois en 1716 ou encore celui relatif à l’épidémie de peste en 1631.

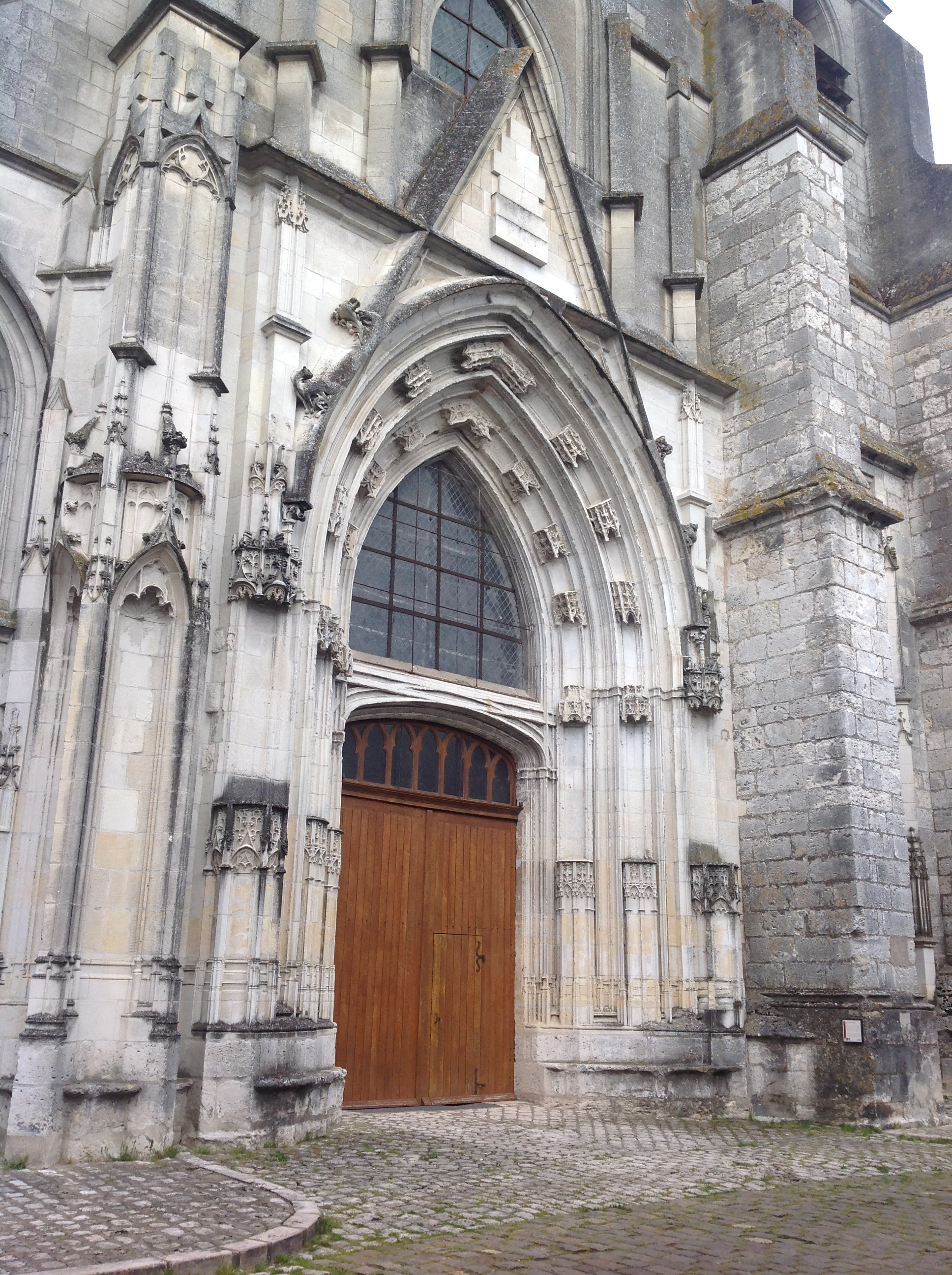
Façade ouest de l'église.
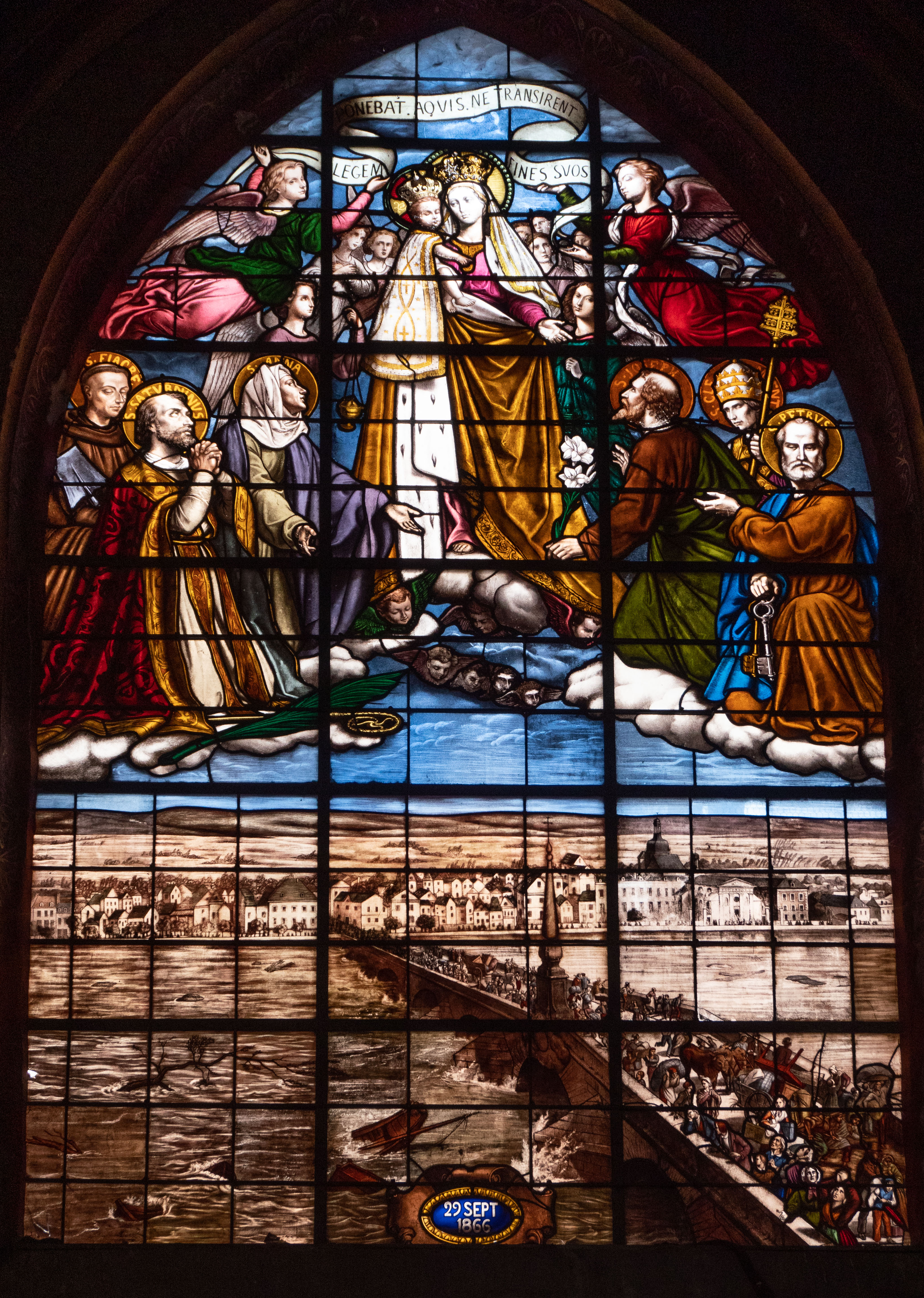
Vitrail de l'invocation faite à Notre-Dame des Aydes pour sauver le faubourg de Vienne des crues en 1866.
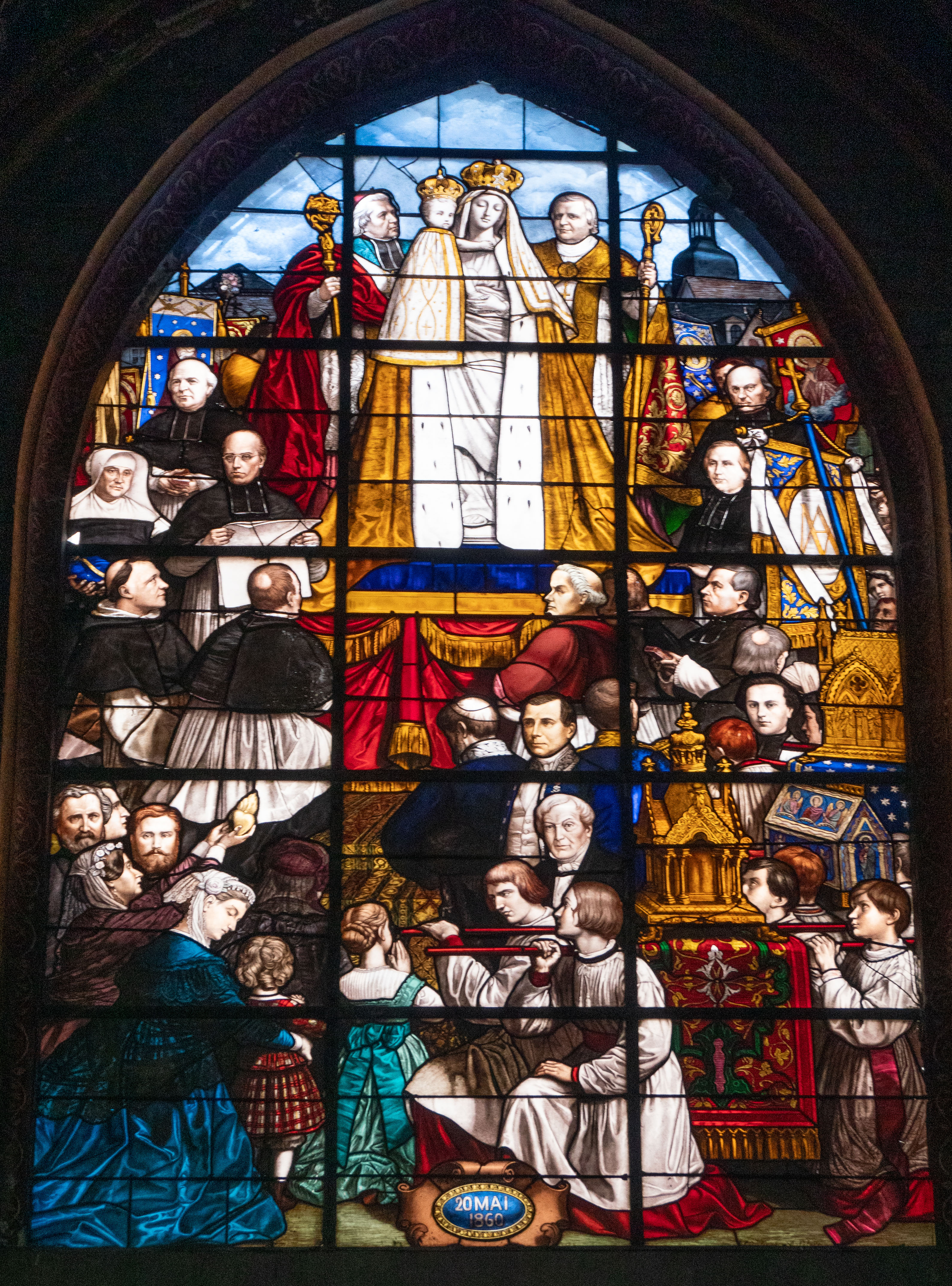
Vitrail du couronnement de Notre-Dame des Aydes.
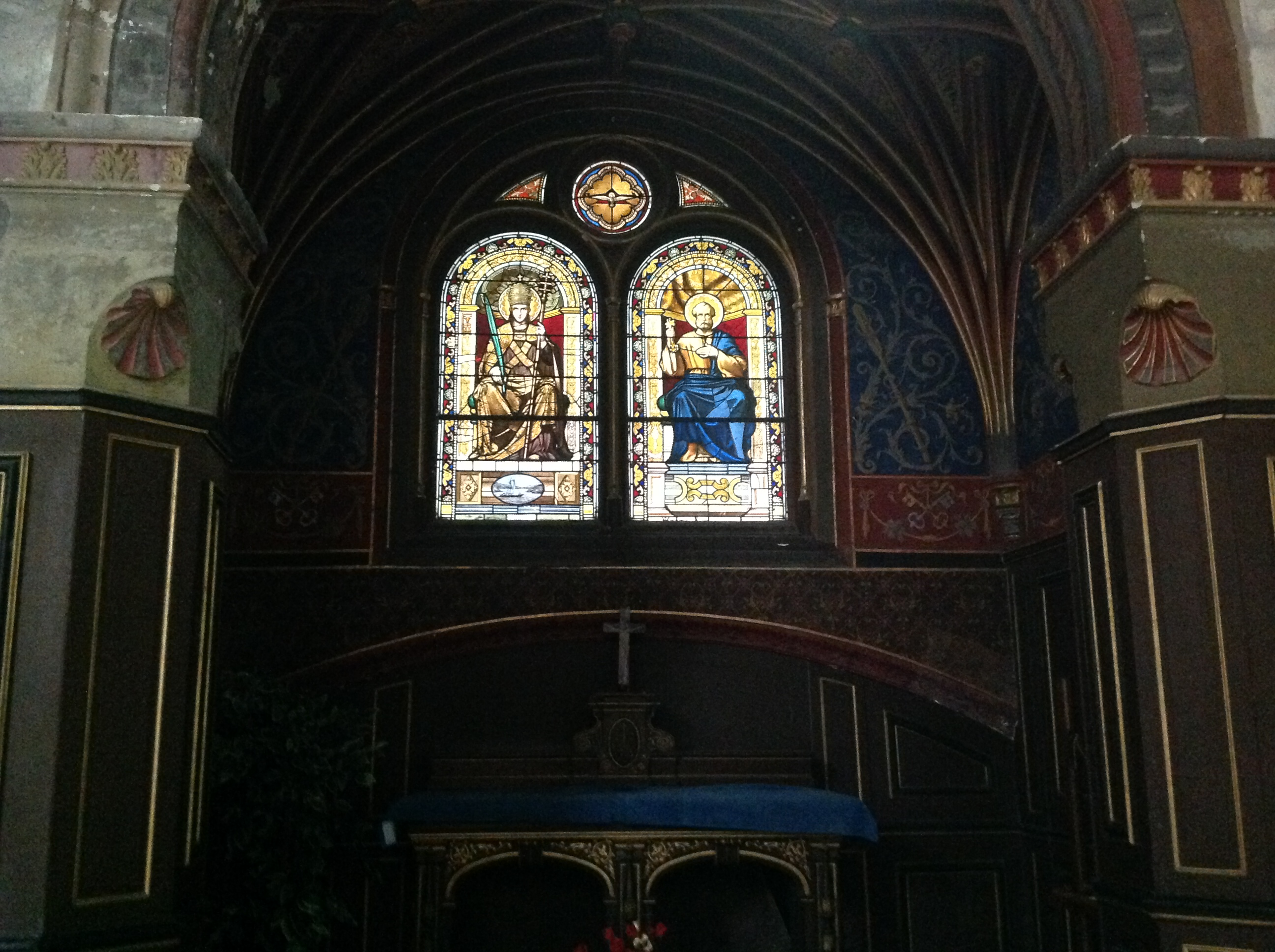
Diptyque Saint-Pierre et Saint-Clément.
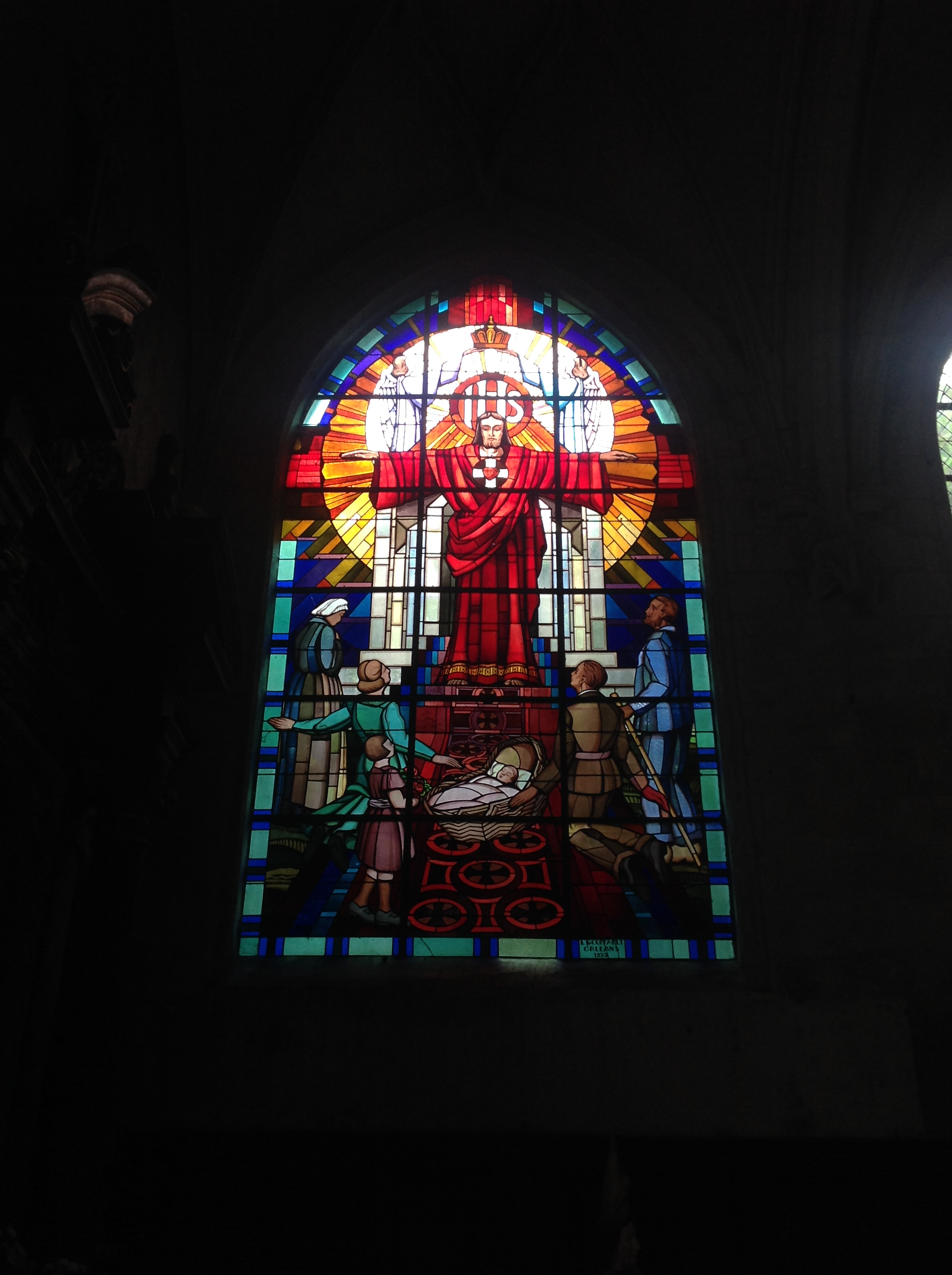
Vitrail du Sacré-Cœur style Art Déco.
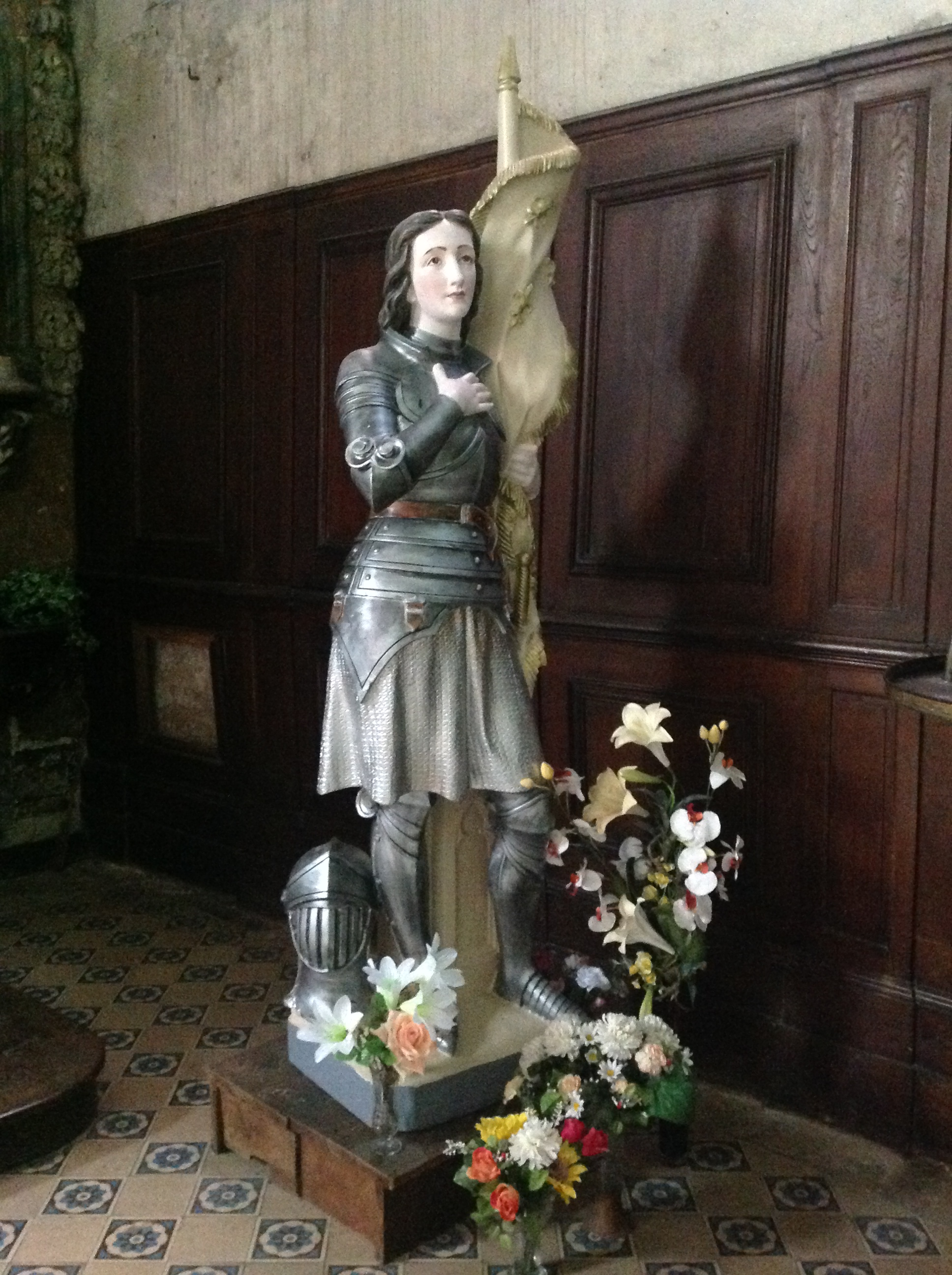
Statue de Jeanne d'Arc.
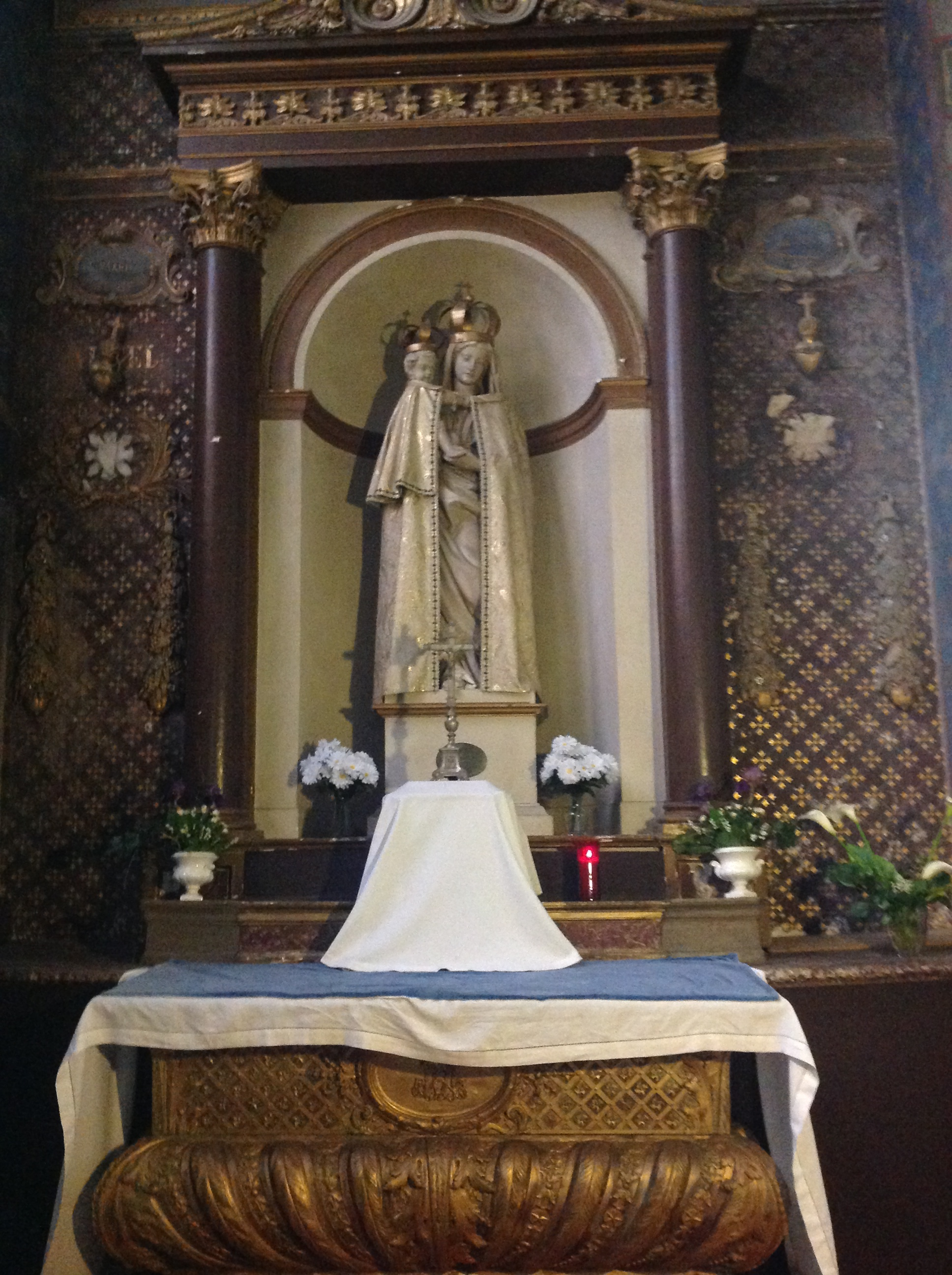
Statue de N.-D. des Aydes.
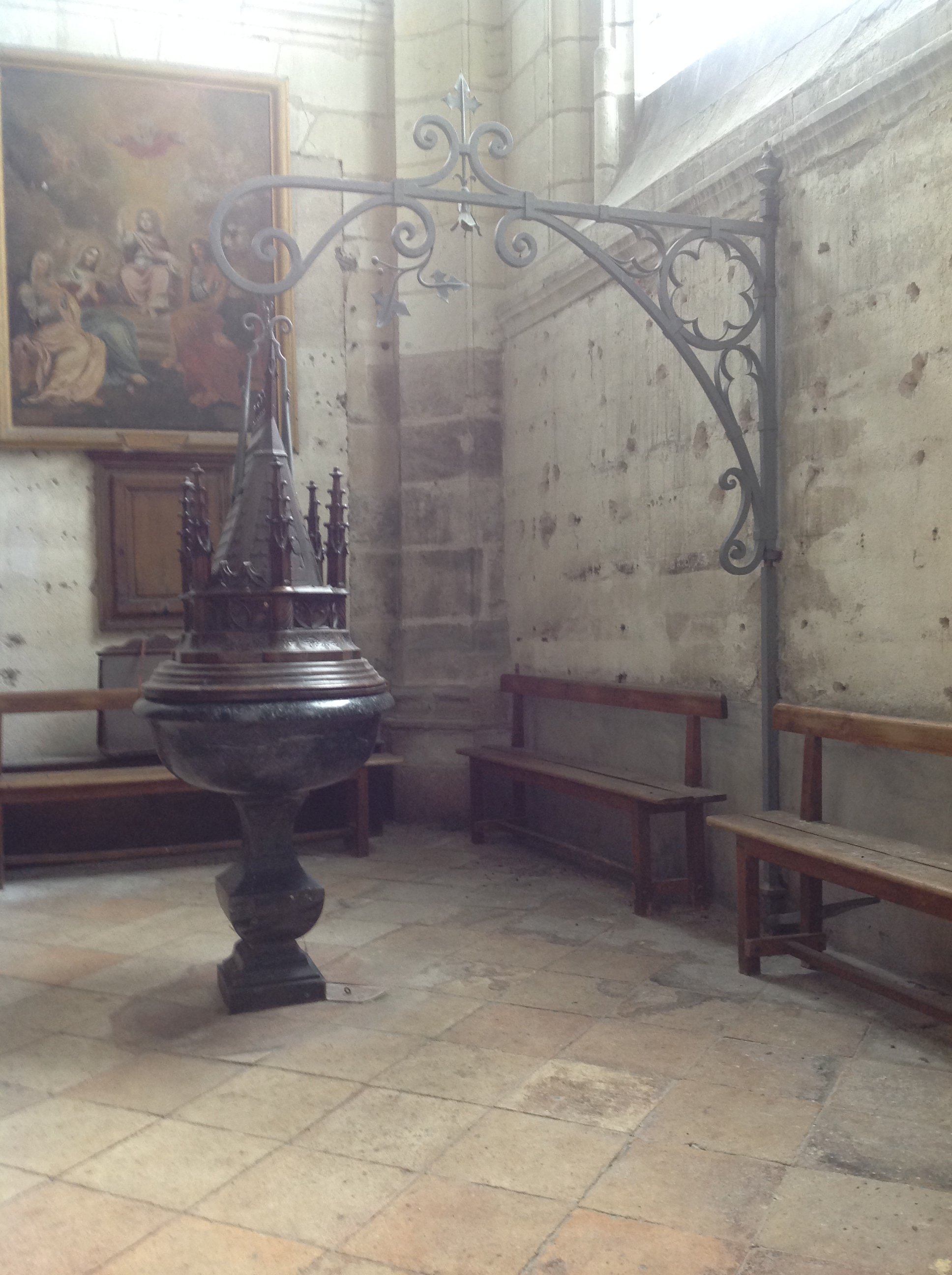
Fonts baptismaux avec baptistère à potence.
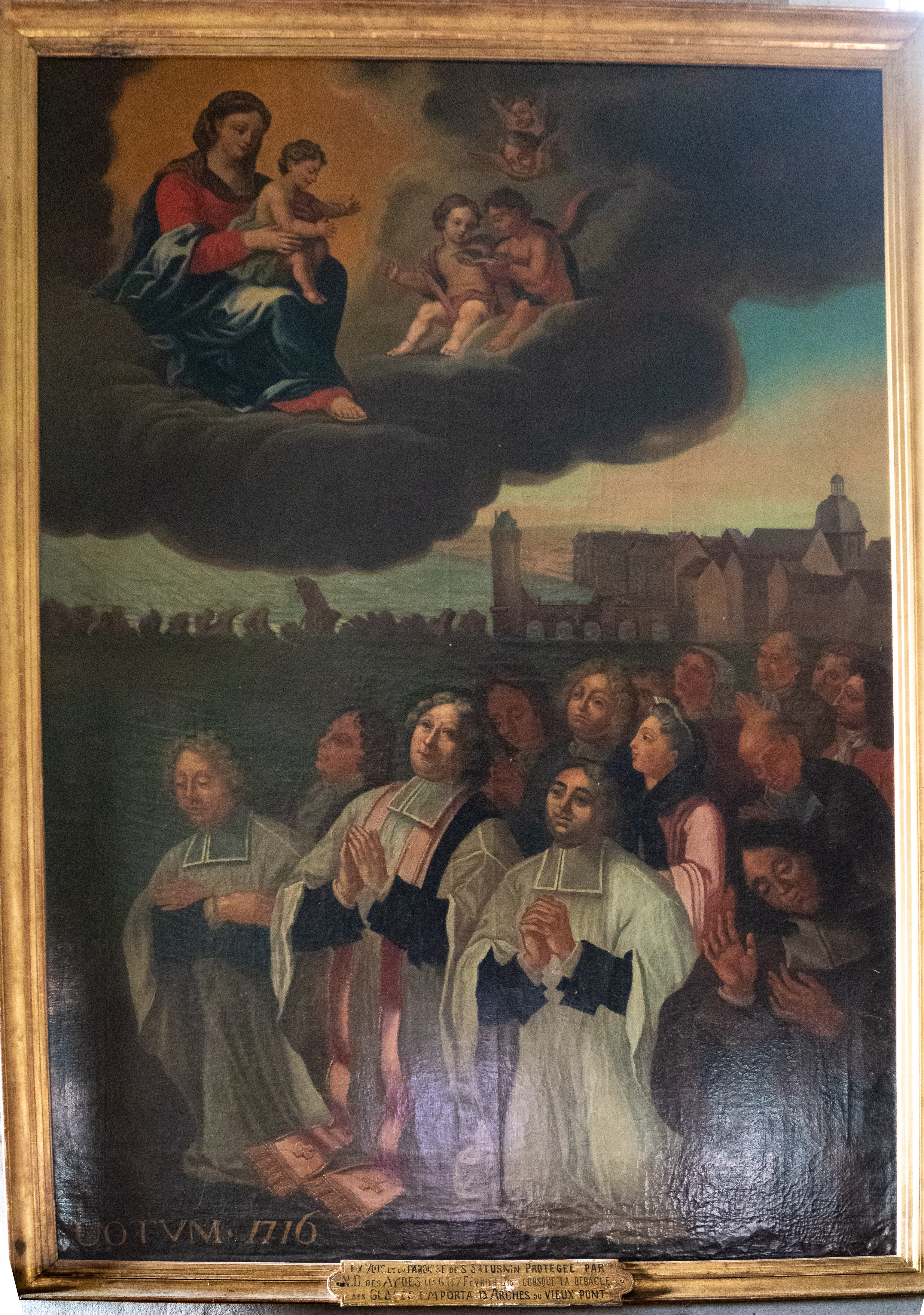
Ex-voto de la destruction du pont - Église Saint-Saturnin de Blois.
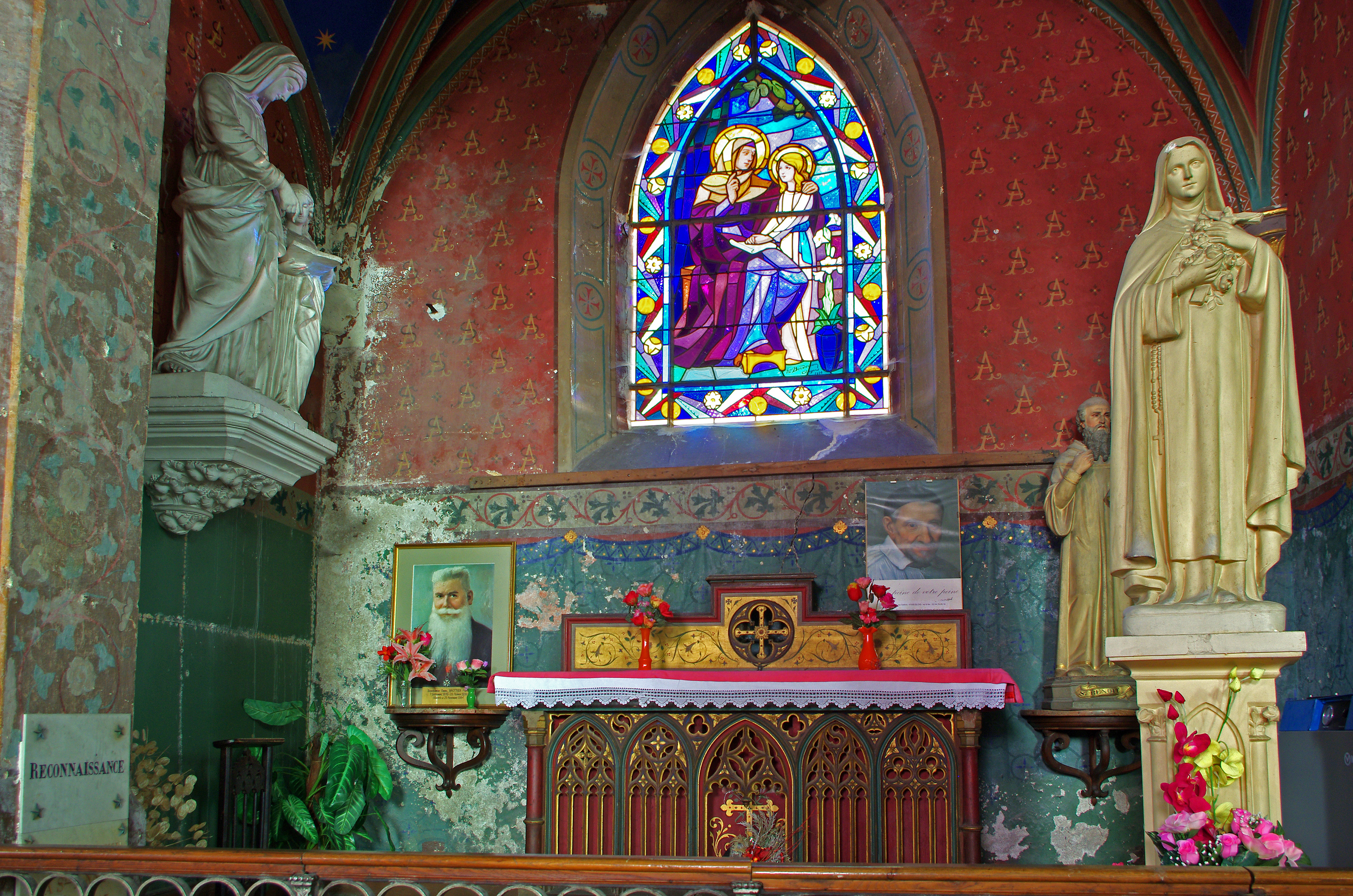
Chapelle Sainte Anne.